# Медлін Клайн
Медлін Клайн (англ. Madelyn Cline, нар. 21 грудня 1997) — американська акторка, відома роллю Сари Кемерон у серіалі Netflix «Зовнішні мілини» та завдяки фільму «Ножі наголо: Скляна цибуля».

## Життєпис
Клайн народилась в місті Гуз-Крік, Південна Кароліна, поблизу Чарлстона.
В дитинстві вона часто проводила літо в Нью-Йорку, знімаючись в телевізійних рекламних роликах, зокрема — для T-Mobile і Sunny D.
Вступила до університету, але в 19 років полишила навчання, щоб стати акторкою.
Незабаром почала отримувати невеликі ролі, такі як Хлоя в «Зниклий хлопчик» і Тейлор Воттс у серіалі «Завучі».
У 2018 році знялася у ролі Сари Кемерон в оригінальному серіалі Netflix «Зовнішні мілини». Перший сезон серіалу вийшов 15 квітня 2020 року.
Захоплюється фотографією, малюванням, полюбляє прогулянки на авто, піші мандрівки, а також вейкбординг.

## Фільмографія

### Фільми
| Рік  | Назва українською          | Оригінальна назва                 | Роль          | Примітки         |
| ---- | -------------------------- | --------------------------------- | ------------- | ---------------- |
| 2011 | 23-й псалом: Викуп         | 23rd Psalm: Redemption            | Майя Сміт     | Короткометражний |
| 2012 | Воскові діти               | Children of Wax                   | Ешлін         | Короткометражний |
| 2014 | Зближення                  | Bridge the Cap                    | Таня          | Короткометражний |
| 2016 | Схід сонця у саванні       | Savannah Sunrise                  | Віллоу        |                  |
| 2018 | Зниклий хлопчик            | Boy Erased                        | Хлоя          |                  |
| 2021 | Цієї ночі                  | This Is the Night                 | Софія Ларокка |                  |
| 2022 | Ножі наголо: Скляна цибуля | Glass Onion: A Knives Out Mystery | Віскі         |                  |
| 2025 | Карта, яка веде до тебе    | The Map That Leads to You         | Гізер Малгрю  |                  |

### Телебачення
| Рік       | Назва українською | Оригінальна назва | Роль            | Примітки                                          |
| --------- | ----------------- | ----------------- | --------------- | ------------------------------------------------- |
| 2016 рік  | Журі              | The Jury          | Грейс Александр | Телефільм                                         |
| 2016—2017 | Завучі            | Vice Principals   | Тейлор Воттс    | Повторювана роль, 3 епізоди                       |
| 2017 рік  | Первородні        | The Originals     | Джессіка        | Повторювана роль, 3 епізоди                       |
| 2017 рік  | Дивні дива        | Stranger Things   | Тіна            | Епізоди: «MADMAX», «Солодощі або смерть, дурнику» |
| 2020 рік  | Зовнішні мілини   | Outer Banks       | Сара Кемерон    | Головна роль                                      |